# Список чемпіонів світу з шосейно-кільцевих мотоперегонів у класі 125 сс/Moto3
Чемпіонат світу з шосейно-кільцевих мотоперегонів MotoGP був створений у 1949 році Міжнародною мотоциклетною федерацією (FIM), і є найстарішим Чемпіонатом світу у мотоспорті. Змагання відбуваються у трьох класах: Moto3, Moto2 і MotoGP, певний період часу у чемпіонаті були також класи 500сс, 350cc, 250cc, 125cc, 50cc/80cc та Sidecar (мотоцикли з коляскою).
Змагання у класі 125сс відбувались з моменту створення чемпіонату світу у 1949 році. Клас Moto3 був введений на зміну класу 125cc у 2012 році.

## Технічні особливості
У класі Moto3 дозволено використання одноциліндрових чотиритактних двигунів з робочим об'ємом до 250 см³, на відміну від двотактних двигунів до 125 см³, які використовувались раніше. Двигуни мають один циліндр, на відміну від чотирьох циліндрів, дозволених в класі MotoGP. Moto3 є класом, в якому молоді гонщики дебютують в мотогонках серії Гран-Прі. Мінімальний вік для спортсмена становить 16 років, а максимальний обмежений 28-а роками.

## Нарахування очок
Кожен сезон складається з від 12 до 17 етапів Гран-Прі, що проходять на різних автомотодромах у різних країнах світу. Очки, зароблені в цих змаганнях, зараховуються у залік гонщиків та виробників мотоциклів. Чемпіонат спортсменів і чемпіонат конструкторів є окремими чемпіонатами, але вони засновані на тій же системі нарахування очок. Кількість одержуваних очок залежить від місця, зайнятого гонщиком на фініші, бали отримують 15 найкращих в такій кількості: 25, 20, 16, 13, 11, 10, 9, 8, 7, 6, 5, 4, 3, 2, 1. Окремо також ведеться залік результатів для новачків, найкращий з яких за підсумками сезону отримує звання Новачок року (англ. Rookie of the Year).

## Статистичні дані
Анхель Ньєто перемагав у найбільшій кількості чемпіонатів — у семи. Лоріс Капіроссі є наймолодшим, що вигравав чемпіонат — йому було 17 років і 165 днів, коли він виграв чемпіонат 1990 року. Найуспішнішими є італійські гонщики: 14 спортсменів завоювали в цілому 23 титули чемпіона; іспанці на другому місці (6 гонщиків завоювали в цілому 12 титулів), пілоти з Великої Британії треті (на чотирьох гонщиків чотири чемпіонати). Нелло Пагані виграв перший чемпіонат у 1949 році, Ніко Тероль був останнім переможцем чемпіонату у класі 125 cc в 2011 році, Сандро Кортезі є першим чемпіоном світу у класі Moto3.

## Чемпіони

### В розрізі сезонів

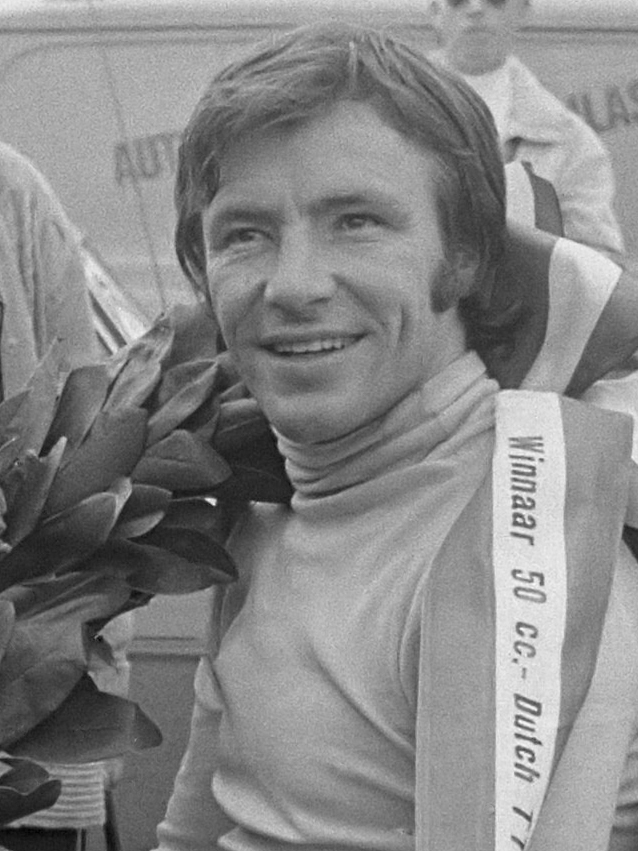
Анхель Ньєто — найтитулованіший гонщик класу 125сс

| Сезон | Країна          | Гонщик              | Конструктор    | Гран-Прі | Поули | Перемоги | Подіуми | Найшв.кола | Очки | Перевага |
| ----- | --------------- | ------------------- | -------------- | -------- | ----- | -------- | ------- | ---------- | ---- | -------- |
| 1949  | Італія          | Нелло Пагані        | Mondial        | 3        | —     | 2        | 2       | 2          | 27   | 13       |
| 1950  | Італія          | Бруно Руффо         | Mondial        | 3        | —     | 1        | 2       | 1          | 17   | 3        |
| 1951  | Італія          | Карло Уббіалі       | Mondial        | 5        | —     | 1        | 3       | 2          | 20   | 8        |
| 1952  | Велика Британія | Сесіл Сендфорд      | MV Agusta      | 6        | —     | 3        | 5       | 3          | 28   | 4        |
| 1953  | ФРН             | Вернер Хаас         | NSU            | 6        | —     | 3        | 5       | 4          | 30   | 10       |
| 1954  | Австрія         | Руперт Холлаус      | NSU            | 6        | —     | 4        | 4       | 3          | 32   | 14       |
| 1955  | Італія          | Карло Уббіалі       | MV Agusta      | 6        | —     | 5        | 6       | 3          | 32   | 6        |
| 1956  | Італія          | Карло Уббіалі       | MV Agusta      | 6        | —     | 5        | 6       | 3          | 32   | 18       |
| 1957  | Італія          | Тарквіньйо Провіні  | Mondial        | 6        | —     | 3        | 5       | 5          | 30   | 8        |
| 1958  | Італія          | Карло Уббіалі       | MV Agusta      | 7        | —     | 4        | 5       | 2          | 32   | 7        |
| 1959  | Італія          | Карло Уббіалі       | MV Agusta      | 7        | —     | 3        | 5       | 4          | 30   | 2        |
| 1960  | Італія          | Карло Уббіалі       | MV Agusta      | 5        | —     | 4        | 5       | 2          | 24   | 6        |
| 1961  | Австралія       | Том Філліс          | Honda          | 11       | —     | 4        | 8       | 6          | 44   | 2        |
| 1962  | Швейцарія       | Луїджі Тавері       | Honda          | 11       | —     | 6        | 9       | 7          | 48   | 10       |
| 1963  | Нова Зеландія   | Х’ю Андерсон        | Suzuki         | 12       | —     | 6        | 8       | 2          | 54   | 16       |
| 1964  | Швейцарія       | Луїджі Тавері       | Honda          | 11       | —     | 5        | 9       | 3          | 46   | 10       |
| 1965  | Нова Зеландія   | Х’ю Андерсон        | Suzuki         | 12       | —     | 7        | 8       | 8          | 56   | 12       |
| 1966  | Швейцарія       | Луїджі Тавері       | Honda          | 10       | —     | 5        | 8       | 5          | 46   | 6        |
| 1967  | Велика Британія | Біл Айві            | Yamaha         | 12       | —     | 8        | 10      | 10         | 56   | 16       |
| 1968  | Велика Британія | Філ Рід             | Yamaha         | 9        | —     | 6        | 8       | 2          | 40   | 6        |
| 1969  | Велика Британія | Дейв Сіммондс       | Kawasaki       | 11       | —     | 8        | 10      | 6          | 90   | 31       |
| 1970  | ФРН             | Дітер Браун         | Suzuki         | 11       | —     | 4        | 6       | 0          | 84   | 12       |
| 1971  | Іспанія         | Анхель Ньєто        | Derbi          | 11       | —     | 5        | 6       | 6          | 87   | 8        |
| 1972  | Іспанія         | Анхель Ньєто        | Derbi          | 13       | —     | 5        | 7       | 5          | 97   | 10       |
| 1973  | Швеція          | Кент Андерссон      | Yamaha         | 12       | —     | 5        | 7       | 3          | 99   | 24       |
| 1974  | Швеція          | Кент Андерссон      | Yamaha         | 10       | 3     | 5        | 8       | 2          | 87   | 24       |
| 1975  | Італія          | Паоло Пілері        | Morbidelli     | 10       | 3     | 7        | 8       | 4          | 90   | 18       |
| 1976  | Італія          | П'єр Паоло Б'янкі   | Morbidelli     | 9        | 6     | 7        | 7       | 6          | 90   | 23       |
| 1977  | Італія          | П'єр Паоло Б'янкі   | Morbidelli     | 12       | 8     | 7        | 9       | 6          | 131  | 26       |
| 1978  | Італія          | Еугеніо Лаззаріні   | MBA            | 12       | 5     | 4        | 8       | 4          | 114  | 26       |
| 1979  | Іспанія         | Анхель Ньєто        | Minarelli      | 13       | 5     | 8        | 8       | 6          | 120  | 67       |
| 1980  | Італія          | П'єр Паоло Б'янкі   | MBA            | 10       | 3     | 2        | 5       | 1          | 90   | 9        |
| 1981  | Іспанія         | Анхель Ньєто        | Minarelli      | 12       | 3     | 8        | 9       | 5          | 140  | 45       |
| 1982  | Іспанія         | Анхель Ньєто        | Garelli        | 12       | 2     | 6        | 7       | 2          | 111  | 16       |
| 1983  | Іспанія         | Анхель Ньєто        | Garelli        | 11       | 1     | 6        | 7       | 6          | 76   | 26       |
| 1984  | Іспанія         | Анхель Ньєто        | Garelli        | 8        | 0     | 6        | 6       | 6          | 90   | 12       |
| 1985  | Італія          | Фаусто Грезіні      | Garelli        | 10       | 5     | 3        | 8       | 1          | 109  | 10       |
| 1986  | Італія          | Лука Кадалора       | Garelli        | 11       | 5     | 4        | 8       | 4          | 122  | 8        |
| 1987  | Італія          | Фаусто Грезіні      | Garelli        | 11       | 6     | 10       | 10      | 7          | 150  | 62       |
| 1988  | Іспанія         | Хорхе Мартінес      | Derbi          | 11       | 6     | 9        | 10      | 6          | 197  | 29       |
| 1989  | Іспанія         | Алекс Крівіль       | JJ Cobas       | 12       | 3     | 5        | 9       | 4          | 166  | 14       |
| 1990  | Італія          | Лоріс Капіроссі     | Honda          | 14       | 0     | 3        | 8       | 0          | 182  | 9        |
| 1991  | Італія          | Лоріс Капіроссі     | Honda          | 13       | 5     | 5        | 12      | 4          | 200  | 19       |
| 1992  | Італія          | Алессандро Граміньї | Aprilia        | 13       | 3     | 2        | 7       | 0          | 134  | 16       |
| 1993  | Німеччина       | Дірк Родіс          | Honda          | 14       | 6     | 9        | 11      | 3          | 280  | 14       |
| 1994  | Японія          | Казуто Саката       | Aprilia        | 14       | 7     | 4        | 8       | 4          | 224  | 30       |
| 1995  | Японія          | Харучіка Аокі       | Honda          | 13       | 3     | 7        | 9       | 2          | 224  | 84       |
| 1996  | Японія          | Харучіка Аокі       | Honda          | 15       | 3     | 2        | 9       | 3          | 220  | 9        |
| 1997  | Італія          | Валентіно Россі     | Aprilia        | 15       | 4     | 11       | 13      | 7          | 321  | 83       |
| 1998  | Японія          | Казуто Саката       | Aprilia        | 14       | 4     | 4        | 6       | 2          | 229  | 12       |
| 1999  | Іспанія         | Еміліо Альзамора    | Honda          | 16       | 0     | 0        | 10      | 3          | 227  | 1        |
| 2000  | Італія          | Роберто Локателлі   | Aprilia        | 16       | 9     | 5        | 8       | 5          | 230  | 13       |
| 2001  | Сан-Марино      | Мануель Поджиалі    | Gilera         | 16       | 2     | 3        | 11      | 0          | 241  | 9        |
| 2002  | Франція         | Арно Вінсен         | Aprilia        | 16       | 2     | 5        | 10      | 0          | 273  | 19       |
| 2003  | Іспанія         | Дані Педроса        | Honda          | 16       | 3     | 5        | 6       | 3          | 223  | 57       |
| 2004  | Італія          | Андреа Довіціозо    | Honda          | 16       | 8     | 4        | 11      | 3          | 293  | 91       |
| 2005  | Швейцарія       | Томас Люті          | Honda          | 16       | 5     | 4        | 8       | 1          | 242  | 5        |
| 2006  | Іспанія         | Альваро Баутіста    | Aprilia        | 16       | 8     | 8        | 14      | 7          | 338  | 76       |
| 2007  | Угорщина        | Габор Талмаші       | Aprilia        | 17       | 5     | 3        | 10      | 6          | 282  | 5        |
| 2008  | Франція         | Майк Ді Меліо       | Derbi          | 17       | 2     | 4        | 9       | 4          | 264  | 39       |
| 2009  | Іспанія         | Хуліан Сімон        | Aprilia        | 16       | 7     | 7        | 12      | 7          | 289  | 65.5     |
| 2010  | Іспанія         | Марк Маркес         | Derbi          | 17       | 12    | 10       | 12      | 7          | 310  | 14       |
| 2011  | Іспанія         | Ніко Тероль         | Aprilia        | 17       | 7     | 8        | 11      | 4          | 302  | 40       |
| 2012  | Німеччина       | Сандро Кортезі      | KTM            | 17       | 7     | 5        | 15      | 4          | 325  | 109      |
| 2013  | Іспанія         | Маверік Віньялес    | KTM            | 17       | 2     | 3        | 15      | 3          | 323  | 12       |
| 2014  | Іспанія         | Алекс Маркес        | Honda NSF250RW | 18       | 3     | 10       | 3       | 3          | 278  | 2        |
| 2015  | Велика Британія | Данні Кент          | Honda NSF250RW | 18       | 5     | 6        | 9       | 3          | 260  | 6        |

### Багаторазові чемпіони
| Гонщик            | Всього | Сезони                                   |
| ----------------- | ------ | ---------------------------------------- |
| Анхель Ньєто      | 7      | 1971, 1972, 1979, 1981, 1982, 1983, 1984 |
| Карло Уббіалі     | 6      | 1951, 1955, 1956, 1958, 1959, 1960       |
| Луїджі Тавері     | 3      | 1962, 1964, 1966                         |
| П’єр Паоло Б’янчі | 3      | 1976, 1977, 1980                         |
| Х’ю Андерсон      | 2      | 1963, 1965                               |
| Кент Андерссон    | 2      | 1973, 1974                               |
| Фаусто Грезіні    | 2      | 1985, 1987                               |
| Лоріс Капіроссі   | 2      | 1990, 1991                               |
| Харучіка Аокі     | 2      | 1995, 1996                               |
| Казуто Саката     | 2      | 1994, 1998                               |

## Цікаві факти
- Всі гонки протягом перших трьох років виграли гонщики на мотоциклах однієї марки — Mondial.[2]
- Єдиним гонщиком, який став чемпіоном, не вигравши жодної гонки в сезоні є іспанець Еміліо Альзамора.[3]